# Aereo da osservazione

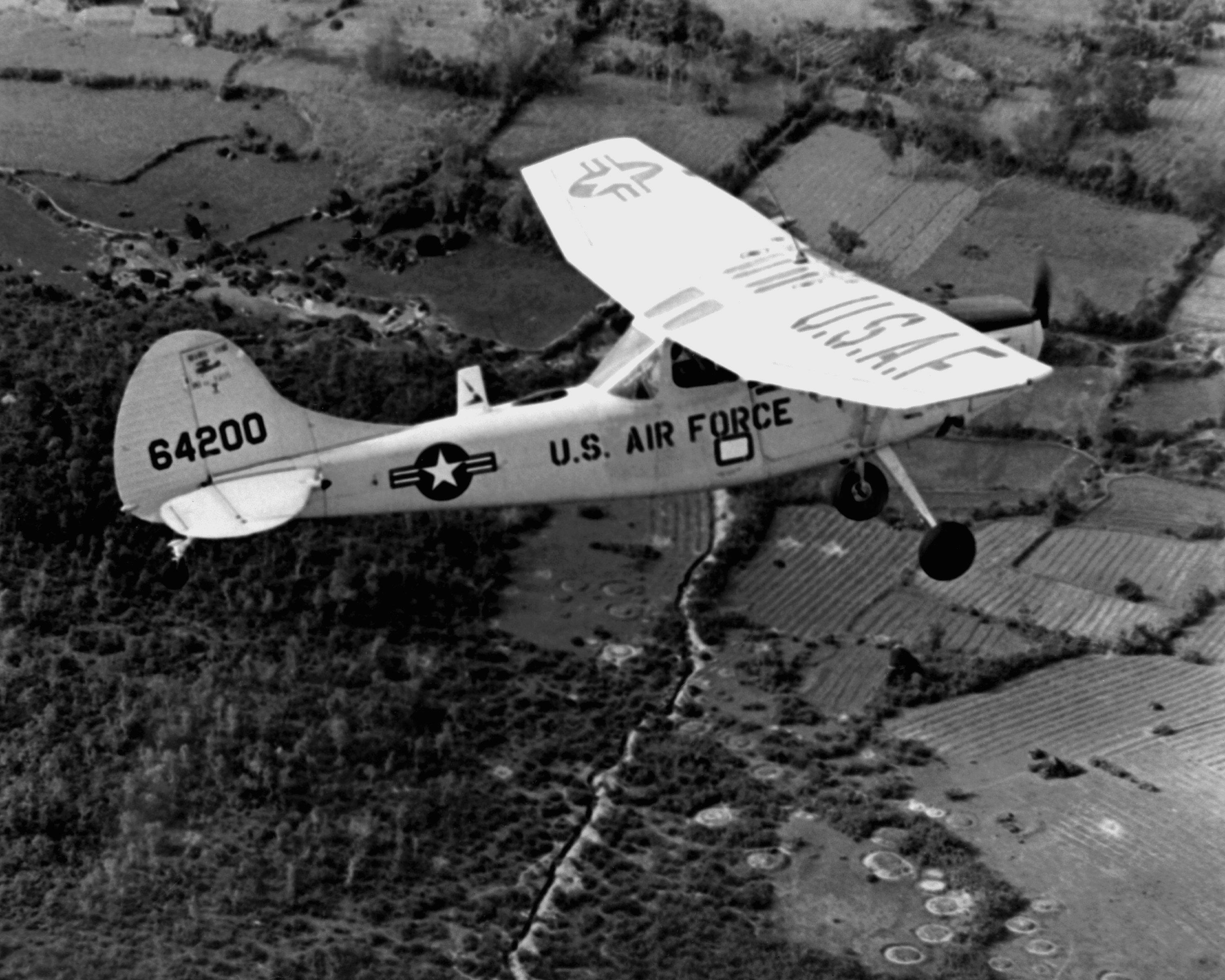
Un Cessna O-1 Bird Dog.

Un aereo da osservazione, è un velivolo, generalmente non armato, ideato inizialmente per essere utilizzato come supporto all'artiglieria, comunicando in volo i risultati e le eventuali correzioni di tiro. Inizialmente equiparabile ad altri ruoli, come l'aereo da ricognizione, si è evoluto rimanendo strettamente a contatto con i compiti di supporto alle truppe di terra privilegiando le caratteristiche STOL per poter operare in campi semipreparati ed improvvisati tipici di una situazione bellica in continua evoluzione.
Nello stesso ruolo, nei primi anni trenta erano normalmente utilizzati anche gli autogiro, come il Cierva C.30, il cui successo lo fece costruire anche all'estero su licenza.
Con il progredire della tecnologia anche questo tipo di aereo e di ruolo si è evoluto in ambiti più attuali. Ne sono un esempio il Boeing OC-135B Open Skies, che per effettuare le sue missioni utilizza una serie di sofisticate apparecchiature elettroniche di rilevazione e registrazione dati o il Cessna OA-37 Dragonfly, variante da osservazione armata del Dragonfly da attacco al suolo leggero che operò durante la guerra del Vietnam.